# Robert Glatzel
Robert-Nesta Glatzel (*  8. Januar 1994 in München) ist ein deutscher Fußballspieler. Er steht seit 2021 beim Hamburger SV unter Vertrag und wird im Sturm eingesetzt.

## Karriere
Glatzel, dessen Vater aus Eritrea und dessen Mutter aus Ostwestfalen kommt, begann das Fußballspielen beim SC Fürstenfeldbruck und wechselte später zur SpVgg Unterhaching. Im Seniorenbereich kam er erstmals in der Saison 2011/12 für die Zweite Mannschaft der Unterhachinger in der fünftklassigen Bayernliga zum Einsatz. Im Sommer 2012 wechselte er zum TSV 1860 München, bei dem er sowohl in der A-Jugend als auch in der zweiten Mannschaft spielte. Da er sich nicht durchzusetzen vermochte, wechselte er nach einem Jahr zum Regionalligisten SV Heimstetten, bei dem er jedoch nur zwei Monate lang spielte. Im September 2013 unterschrieb er einen Einjahresvertrag beim Drittligisten Wacker Burghausen. Er wurde sowohl in der Ersten als auch in der Zweiten Mannschaft eingesetzt. Im Juli 2015 wechselte er zum 1. FC Kaiserslautern und kam für dessen Zweite Mannschaft in der Regionalliga Südwest zum Einsatz. Am 2. Oktober 2016 (8. Spieltag) debütierte er in der Ersten Mannschaft beim torlosen Unentschieden im Zweitligaheimspiel gegen Arminia Bielefeld mit Einwechslung für Osayamen Osawe in der 75. Minute. Sein erstes Zweitligator war der 1:0-Siegtreffer im Heimspiel gegen die Würzburger Kickers am 3. Februar 2017 (19. Spieltag).
Zur Saison 2017/18 wechselte Glatzel zum 1. FC Heidenheim, bei dem er einen bis zum 30. Juni 2020 laufenden Vertrag erhielt. Hier debütierte er am 5. August 2017, dem 2. Spieltag der Saison 2017/18, bei der 0:2-Niederlage gegen Eintracht Braunschweig. Sein erstes Tor für Heidenheim erzielte er beim 4:0-Sieg gegen die SpVgg Unterhaching in der ersten Hauptrunde des DFB-Pokals 2017/18 am 12. August 2017. In seiner zweiten und letzten Saison war der Angreifer mit 17 wettbewerbsübergreifenden Treffern – darunter drei beim 4:5 gegen den FC Bayern München im Viertelfinale des DFB-Pokals 2018/19 – einer der Garanten für die beste Saisonleistung der Heidenheimer Vereinsgeschichte; neben dem Abschneiden im Pokal wurde die Mannschaft in der zweiten Liga Tabellenvierter.
Im Juli 2019 wechselte Glatzel in die zweite englische Liga zum walisischen Klub Cardiff City. Bei den Bluebirds unterschrieb er einen Vertrag mit einer Laufzeit von drei Jahren. Die Saison 2019/20 konnten er und sein Team überzeugen und standen am Ende in den Playoffs zur Premier League, in denen sie knapp am FC Fulham scheiterten. Glatzel erzielte in 30 Ligapartien sieben Treffer.
Am 1. Februar 2021 wechselte Glatzel auf Leihbasis bis Ende der Saison 2020/21 zum abstiegsbedrohten Bundesligisten 1. FSV Mainz 05. Der Stürmer kam in der restlichen Saison unter dem Cheftrainer Bo Svensson 13-mal in der Liga zum Einsatz, war dabei mit drei Startelfnominierungen meist Ersatzspieler und erzielte zwei Tore. Die Mainzer sicherten sich nach einer starken Rückrunde vorzeitig den Klassenerhalt und wurden Zwölfter.
Zur Saison 2021/22 kehrte Glatzel nicht mehr nach Cardiff zurück, sondern wechselte in die 2. Bundesliga zum Hamburger SV. Der 27-Jährige unterschrieb einen Vertrag mit einer Laufzeit bis zum 30. Juni 2024. Unter dem Cheftrainer Tim Walter, der meist ein 4-3-3-System spielen ließ, war er auf Anhieb Stammspieler im Sturmzentrum. Am 6. Februar 2022 erzielte Glatzel beim 5:0-Auswärtssieg gegen den Tabellenführer SV Darmstadt 98 in der 13. Spielminute (und innerhalb von 8 Minuten) – neben Nils Petersen (für den SC Freiburg) und Hans Haunstein (für den TSV 1860 München) – den frühsten lupenreinen Hattrick in der Geschichte der 2. Bundesliga; kurz vor dem Spielende erzielte er sein viertes Tor zum Endstand. Glatzel beendete die Saison mit 22 Toren in 34 Einsätzen (alle von Beginn), womit er hinter Simon Terodde (30) der zweitbeste Torschütze der Spielzeit wurde. Damit hatte er maßgeblichen Anteil, dass sich der HSV auf dem 3. Platz für die Relegation qualifizierte. Dort scheiterte man allerdings an Hertha BSC; Glatzel kam in beiden Spielen über die volle Spielzeit zum Einsatz und blieb torlos. Auch im DFB-Pokal war Glatzel erfolgreich. Mit 5 Toren in 5 Spielen führte er seine Mannschaft in das Halbfinale, in dem gegen den Erstligisten SC Freiburg Schluss war, und wurde Torschützenkönig des Wettbewerbs. Vor der Saison 2022/23 verlängerte Glatzel seinen Vertrag bis zum 30. Juni 2025.

## Erfolge
- Aufstieg in die Bundesliga: 2025 (Hamburger SV)
- Torschützenkönig
  - der 2. Bundesliga: 2024 (mit Haris Tabaković und Christos Tzolis)
  - des DFB-Pokals: 2022